# Spasovo (distrikt i Bulgarien, Dobritj)
Spasovo (bulgariska: Спасово) är ett distrikt i Bulgarien.   Det ligger i kommunen Obsjtina General-Tosjevo och regionen Dobritj, i den östra delen av landet, 400 km öster om huvudstaden Sofia.
Trakten runt Spasovo består till största delen av jordbruksmark. Runt Spasovo är det ganska glesbefolkat, med 29 invånare per kvadratkilometer.